# Rhamphocetichthys savagei
El pez-ballena pico-de-pájaro es la especie Rhamphocetichthys savagei, la única del género monoespecífico Rhamphocetichthys, un pez marino de la familia cetomímidos, distribuido por el océano Pacífico, capturado en el golfo de California (México) y en el mar del Coral (Australia), así como en el centro-este del océano Atlántico.
Su nombre viene del griego rhamphos (pico), cetos (ballena) e ichthys (pez), por su boca con aspecto de pico de pájaro.

## Hábitat y biología
Es una especie batipelágica marina de aguas profundas, que puede encontrarse entre 1000 y 2100 metros de profundidad. Todas las capturas fueron realizadas con redes de pesca abiertas. Al parecer está ampliamente distribuido por aguas de unos 25 °C de temperatura cercanas al ecuador. Se alimenta fundamentalmente de crustáceos.